# Colonias de Cernícalo Primilla de Belvis de Monroy
Colonias de Cernícalo Primilla de Belvis de Monroy este o arie protejată (arie de protecție specială avifaunistică — SPA) din Spania întinsă pe o suprafață de 1,9 ha, integral pe uscat.

## Localizare
Centrul sitului Colonias de Cernícalo Primilla de Belvis de Monroy este situat la coordonatele 39°49′16″N 5°36′36″W / 39.821111°N 5.61°V.

## Înființare
Situl Colonias de Cernícalo Primilla de Belvis de Monroy a fost declarat arie de protecție specială avifaunistică în decembrie 2004 pentru a proteja 4 specii de animale.

## Biodiversitate
Situată în ecoregiunea mediteraneană, aria protejată nu include niciun habitat protejat.
La baza desemnării sitului se află mai multe specii protejate de  păsări (4): barză albă (Ciconia ciconia), porumbel (Columba livia), Falco naumanni, Ptyonoprogne rupestris.